# Fennistik
Die Fennistik ist eine Philologie, die sich mit der Sprache, Kultur und Literatur Finnlands (im engeren Sinne) und oft auch Estlands (im weiteren Sinne) beschäftigt. Die Fennistik ist ein Teilgebiet der Finno-Ugristik. Da Finnland mit Finnisch und Schwedisch zweisprachig ist, lernen viele Studierende der Fennistik zusätzlich auch Schwedisch. Dies und die geographische Nähe Skandinaviens sind Gründe für die enge Verwandtschaft zwischen Skandinavistik und Fennistik.
Als eigenständiges Bachelorfach wird Fennistik an den Universitäten Greifswald und Wien angeboten. An der Universität Köln ist Fennistik wählbarer Schwerpunkt des Bachelorfachs Skandinavistik/Fennistik und an den Universitäten Hamburg, Göttingen und München Bestandteil des Bachelor-/Masterfachs Finnougristik. Fennistische Masterprogramme gibt es an den Universitäten Greifswald und Köln.